# Lew II (herb szlachecki)
Lew II (Krupski, Borzyszkowski II, Chadyn-Borzyszkowski, Szada-Borzyszkowski, Lew odmienny) – polski herb szlachecki, używany przez kilka rodzin. Przynajmniej dwie z nich były rodzinami kaszubskimi. Podstawowa odmiana herbu Lew.

## Opis herbu
Opis z wykorzystaniem klasycznych zasad blazonowania:
W polu czerwonym lew złoty wspięty. W klejnocie nad hełmem w koronie trzy pióra strusie. Labry czerwone, podbite złotem.

## Najwcześniejsze wzmianki
Wzmiankowany przez Potockiego (Poczet herbów...), Chrząńskiego w Tablicach odmian jako herb własny białoruskiej rodziny Krupskich. Bez barw przytacza go Emilian Szeliga-Żernicki jako herb Szada- i Chadyn-Borzyszkowskich z Kaszub. Inne gałęzie tej rodziny używały herbów Borzyszkowski, Borzyszkowski III, Łodzia, mogły używać także herbu Sas.

## Herbowni
Rodziny kaszubskie:
Borzyszkowski. Rodzina ta miała używać przydomków Szada i Chadyn. Pomojski (Pomyjski, Pomeske, Pomyski).
Tadeusz Gajl oprócz tego wymienia inne rodziny tego herbu:
Krupski, Wysk, Zarembieński. Wysk to jeden z przydomków Borzyszkowskich, ale Pragert twierdzi, że nosiła go rodzina, używająca herbu Borzyszkowski.
Prawdopodobnie nie ma pokrewieństwa między różnymi rodzinami używającymi tego herbu, szczególnie między rodami kaszubskimi a ruskimi. Zachodzi tu jedynie przypadkowa zbieżność w wyglądzie herbów.

## Galeria

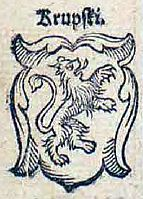
herb «Krupski» 1551 r. (opublikowane w 1597 r.)
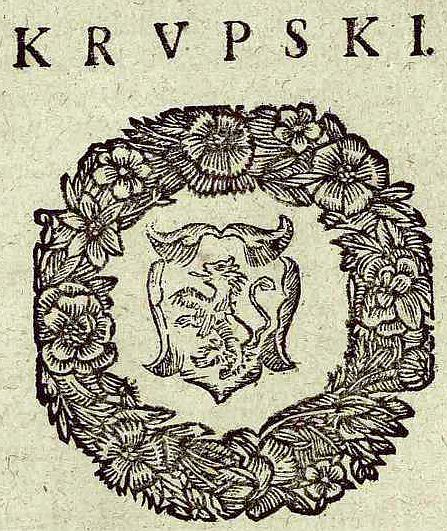
herb «Krupski» 1641 r.
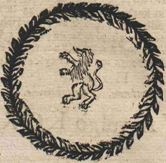
Herb Krupskich 1696 r.
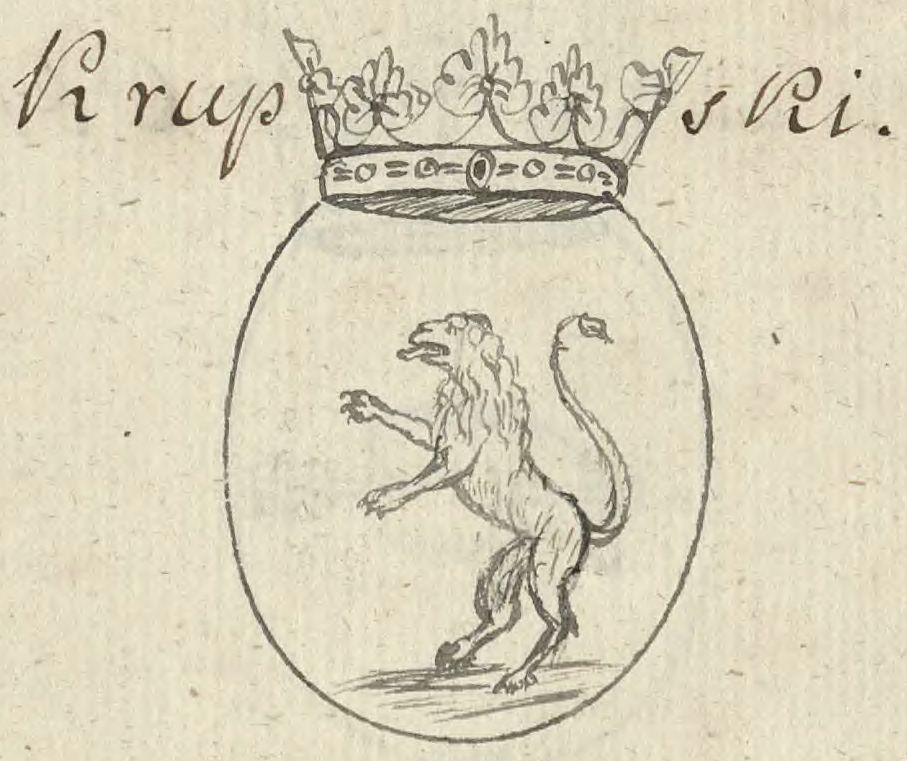
herb «Krupski» 1789 r.